# Elżbieta Łukacijewska
Elżbieta Katarzyna Łukacijewska z domu Perłowska (ur. 25 listopada 1966 w Jaśle) – polska polityk i działaczka samorządowa, wójt gminy Cisna (1998–2001), posłanka na Sejm IV, V i VI kadencji (2001–2009), posłanka do Parlamentu Europejskiego VII, VIII, IX i X kadencji (od 2009).

## Życiorys
Pochodzi z Godowej pod Strzyżowem, jej ojciec pracował przy elektryfikacji w Bieszczadach. Od 1985 pracowała jako księgowa w zakładzie Alima-Gerber w Rzeszowie. W latach 1993–1998 zatrudniona jako główna księgowa w Zespole Szkół w Cisnej. Pod wpływem kontaktów z uczestnikami polowań dewizowych w Cisnej zaangażowała się w pozyskiwanie przedakcesyjnych środków z Unii Europejskiej. Od 1998 do 2001 sprawowała urząd wójta gminy Cisna, była także wiceprzewodniczącą konwentu wójtów gmin bieszczadzkich. W 2004 ukończyła studia na Wydziale Zarządzania i Marketingu Politechniki Rzeszowskiej. Była współzałożycielką Stowarzyszenia na Rzecz Lepszej Szkoły w Cisnej.
W 2001 przystąpiła do nowo powstałej Platformy Obywatelskiej na zaproszenie Macieja Płażyńskiego. Organizowała struktury partii na Podkarpaciu. W wyborach parlamentarnych w tym samym roku otrzymała 5447 głosów, uzyskując mandat posłanki na Sejm w okręgu krośnieńskim. Od początku kadencji zasiadała w Komisji Ochrony Środowiska, Zasobów Naturalnych i Leśnictwa oraz w Komisji Spraw Zagranicznych, w 2003 zrezygnowała z prac w drugiej z nich, przechodząc do Komisji Edukacji, Nauki i Młodzieży. Była również wiceprzewodniczącą Komisji Równego Statusu Kobiet i Mężczyzn. W 2003 wybrano ją na przewodniczącą Podkomisji stałej do spraw monitorowania pozyskiwania i wykorzystania środków z funduszy z Unii Europejskiej. W wyborach parlamentarnych w 2005 z wynikiem 14 166 głosów uzyskała reelekcję. Zasiadała w Komisji Ochrony Środowiska, Zasobów Naturalnych i Leśnictwa, a także w Komisji Łączności z Polakami za Granicą. W przedterminowych wyborach z 2007 po raz trzeci uzyskała mandat poselski, otrzymując 25 011 głosów. Pracowała w Komisji Ochrony Środowiska, Zasobów Naturalnych i Leśnictwa, pełniąc funkcję wiceprzewodniczącej, a także w Komisji Łączności z Polakami za Granicą oraz Komisji Zdrowia. W latach 2004–2010 była przewodniczącą regionu podkarpackiego Platformy Obywatelskiej, wspierając na szczeblu centralnym poszerzenie granic Rzeszowa (w latach 2006–2010 obszar miasta wzrósł o 117%), następnie została wiceprzewodniczącą.
W wyborach do Parlamentu Europejskiego w 2009 została eurodeputowaną, kandydując z drugiego miejsca listy Platformy Obywatelskiej RP w okręgu rzeszowskim i otrzymując 60 011 głosów. W PE VII kadencji została członkinią frakcji Europejskiej Partii Ludowej, a także Komisji Rozwoju Regionalnego oraz Komisji Ochrony Środowiska Naturalnego, Zdrowia Publicznego i Bezpieczeństwa Żywności. W honorowym komitecie poparcia jej kandydatury przed wyborami do Parlamentu Europejskiego w 2014 znaleźli się m.in. Wojciech Blecharczyk, Tadeusz Ferenc, Piotr Przytocki i Norbert Mastalerz. W wyniku głosowania z 25 maja tego samego roku utrzymała mandat europosłanki, otrzymując 41 867 głosów. W wyborach do Parlamentu Europejskiego w 2019 uzyskała z ostatniego miejsca na liście Koalicji Europejskiej reelekcję, zdobywając 40 737 głosów. W 2024 z powodzeniem ubiegała się o ponowny wybór z ramienia Koalicji Obywatelskiej, zdobywając 115 324 głosy.

## Wyniki w wyborach ogólnopolskich
| Wybory | Komitet wyborczy                   | Komitet wyborczy      | Organ            | Okręg                            | Wynik            |
| ------ | ---------------------------------- | --------------------- | ---------------- | -------------------------------- | ---------------- |
| 2001   |                                    | Platforma Obywatelska | Sejm IV kadencji | nr 22                            | 5447 (1,82%)     |
| 2005   | Sejm V kadencji                    | Platforma Obywatelska | 14 166 (5,18%)   | nr 22                            |                  |
| 2007   | Sejm VI kadencji                   | Platforma Obywatelska | 25 011 (7,57%)   | nr 22                            |                  |
| 2009   | Parlament Europejski VII kadencji  | Platforma Obywatelska | nr 9             | 60 011 (16,36%)                  |                  |
| 2014   | Parlament Europejski VIII kadencji | Platforma Obywatelska | nr 9             | 41 867 (10,52%)                  |                  |
| 2019   |                                    | Koalicja Europejska   | nr 9             | Parlament Europejski IX kadencji | 40 737 (5,46%)   |
| 2024   |                                    | Koalicja Obywatelska  | nr 9             | Parlament Europejski X kadencji  | 115 324 (18,23%) |

## Odznaczenia i wyróżnienia
Została odznaczona Złotym Medalem „Za zasługi dla obronności kraju” (2012), uhonorowana Nagrodą św. Michała przez gminę Strzyżów oraz medalem „Zasłużony Tarnobrzeżanin”, a także wyróżniona dyplomem uznania przez Ministerstwo Spraw Zagranicznych Ukrainy za wkład w umacnianie relacji polsko-ukraińskich.

## Życie prywatne
Córka Emila i Genowefy. Jest zamężna z Grzegorzem, z zawodu leśnikiem; ma dwie córki.